# Edward Van Evenstraat
De Edward Van Evenstraat is een straat in de Belgische stad Leuven die de Frederik Lintsstraat verbindt met de Monnikenstraat. De naam verwijst naar stadsarchivaris Edward Van Even, die er sinds 1829 woonde. Voor 29 oktober 1900 heette de straat Stopselstraat.. Tijdens de Franse periode was dat Rue des bouchons, wat goed samenging met Flessenstraat.

## Zijstraten
- Frederik Lintsstraat
- doorsteek naar Andreas Vesaliusstraat
- doorsteek naar Parkstraat
- Monnikenstraat

## Afbeeldingen

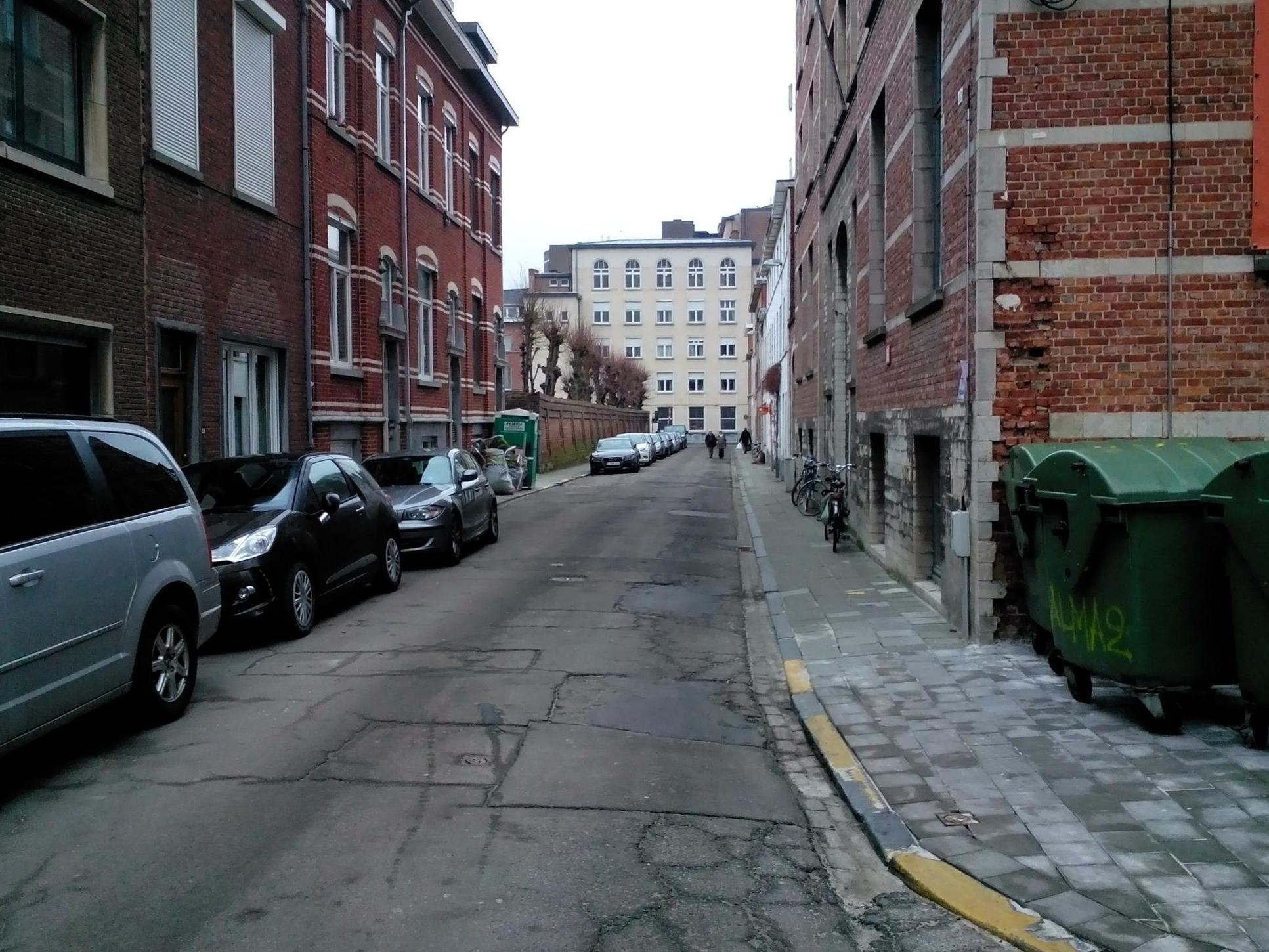
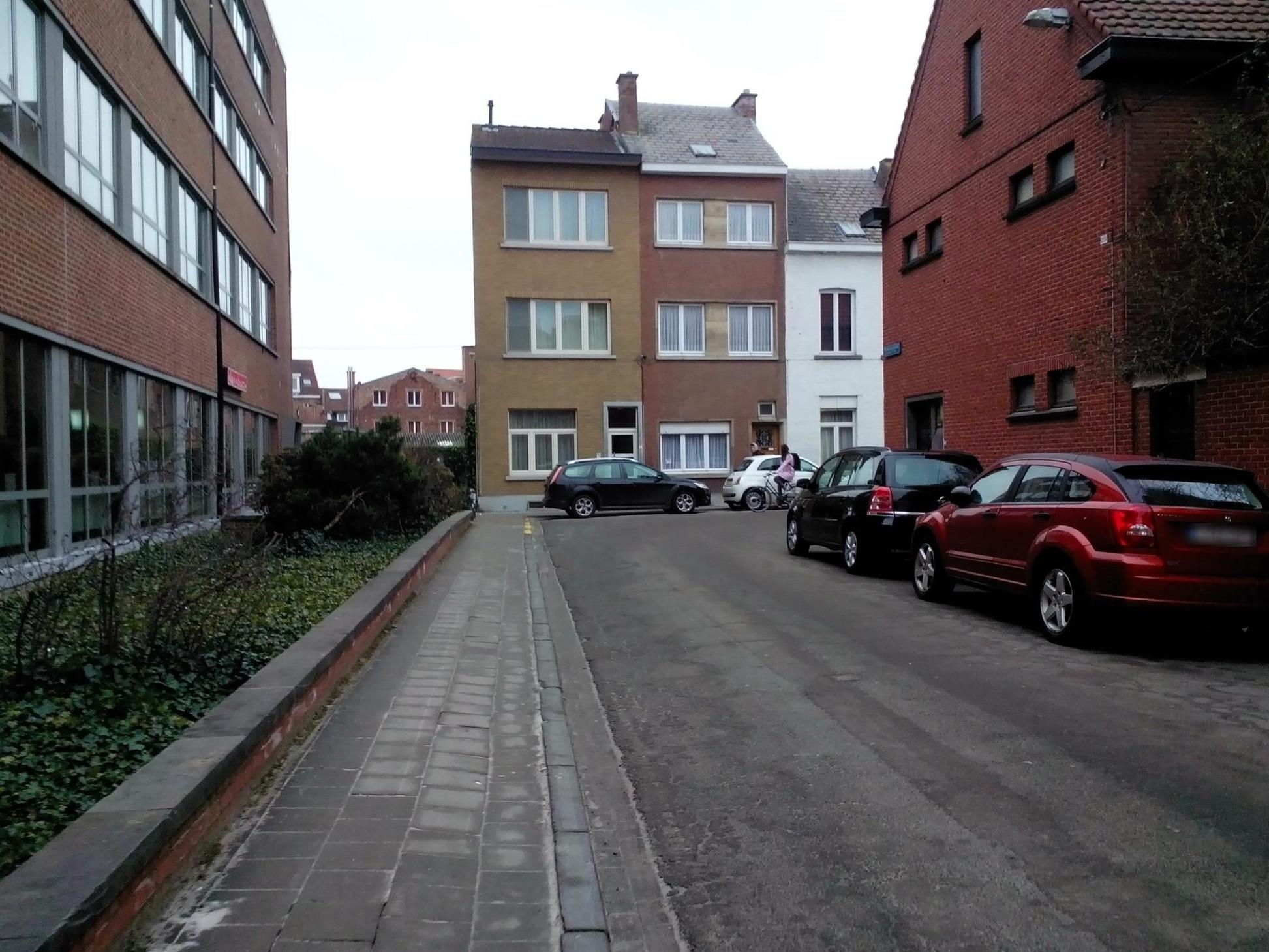